# 奥克十字

奥克十字（也称为欧西坦尼亚十字、朗格多克十字、图卢兹十字在纹章学中称为克莱谢十字，指装饰剑柄圆球的空心十字）是一种十字纹章，现在主要作为奥克西塔尼亚的象征符号存在。 
这一设计可能最早出现在12世纪的福卡尔基耶伯爵（领地在现代普罗旺斯）的盾徽上，以及13世纪图卢兹伯爵任普罗旺斯侯爵时期的硬币和印章上。它后来传播到奥克西塔尼亚的其他省份，即普罗旺斯、吉耶讷、加斯科涅、多菲内、奥弗涅和利穆赞。
血红色背景上的黄色奥克十字与费利布里日协会的七角金星构成了现代奥克西塔尼亚的旗帜。在南部-比利牛斯、朗格多克-鲁西永和上阿尔卑斯等许多地方，以及墓地和农村十字路口，都能看到找到相应标志。
现代式样的盾徽是红色的，饰有剑柄圆球的空心克莱希十字（或称帕泰十字）（概括来说，是在一片红色区域里，一个由钥匙（或爪子）和球体/苹果组成的黄金十字；奥克语:de golas a la crotz voidada, clechada(orpatèa)e pometada d'aur），也被描述为帕泰布托内十字、波米提十字、图卢兹十字、空心（或骷髅）弗勒里十字。
在阿尔比十字军之歌里，它的名称变为”雷蒙丁十字“(crotz ramondenca).

## 历史

16世纪早期图卢兹伯爵盾徽

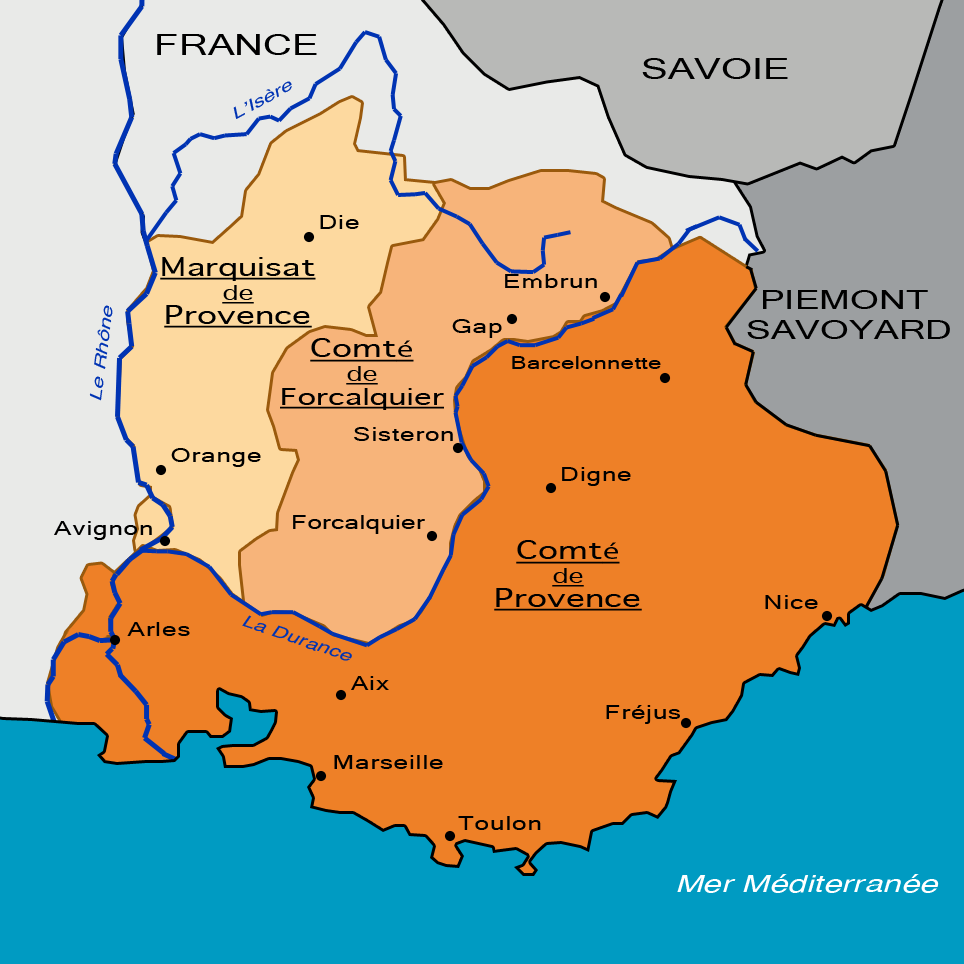
12世纪的普罗旺斯地区划分为普罗旺斯伯国、福卡尔基耶伯国和普罗旺斯侯国。

奥克十字可能首次出现于在福卡尔基耶伯爵的盾徽上，通过对图卢兹伯爵雷蒙德五世统治时期公章的特别描述，可以将年代追溯到1165年。它很快就传遍了今天法国西南部的所有地区，甚至在12世纪北部的许多城镇都能看到它的踪迹。有人对奥克十字提出了几种诠释，往往强调其符号性的一面，而撇开这一事实，即“纹章学不是一门符号科学，它本身就是一种象征”（M·帕斯图罗）
1950年，亨利·罗兰提出，奥克十字的起源可以追溯到普罗旺斯公爵时期的迪朗斯河以北地区，更确切地说，就在沃纳斯克镇。
1966年，罗杰·坎布利弗在L'Autareview发表了他的观点，奥克十字源于日轮十字，也可能来源于在中国突厥斯坦发现的聂斯托里安十字。它可能在10世纪的某个时候经由意大利北部和普罗旺斯到达图卢兹。坎布利弗在1980年再次强调了西哥特人在十字架末端的小球体中所起到的作用：它们可能代表黄道带的十二宫。

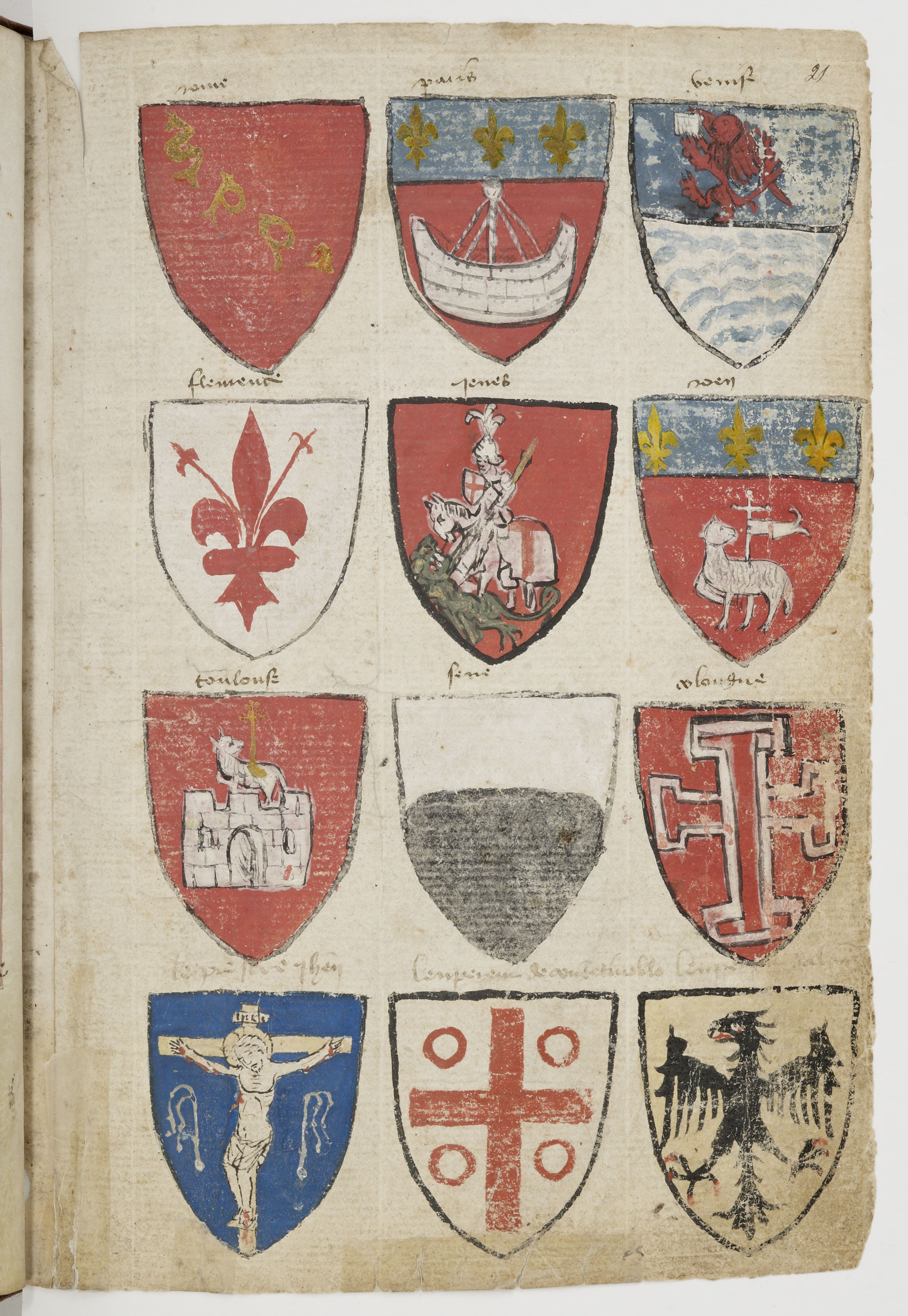
15世纪图卢兹空心T型十字纹章
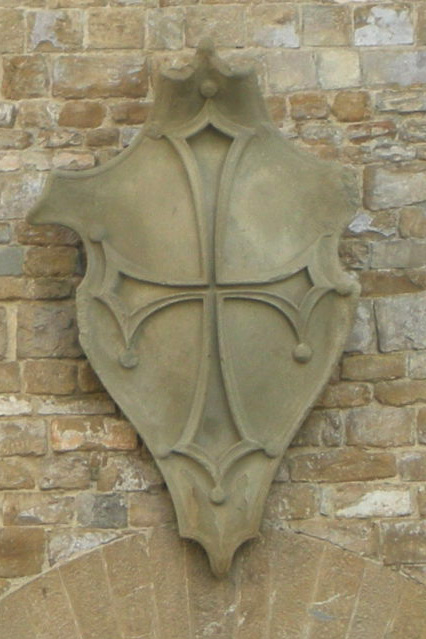
中世纪晚期，佛罗伦萨的莫齐家族的帕拉佐 莫齐纹章
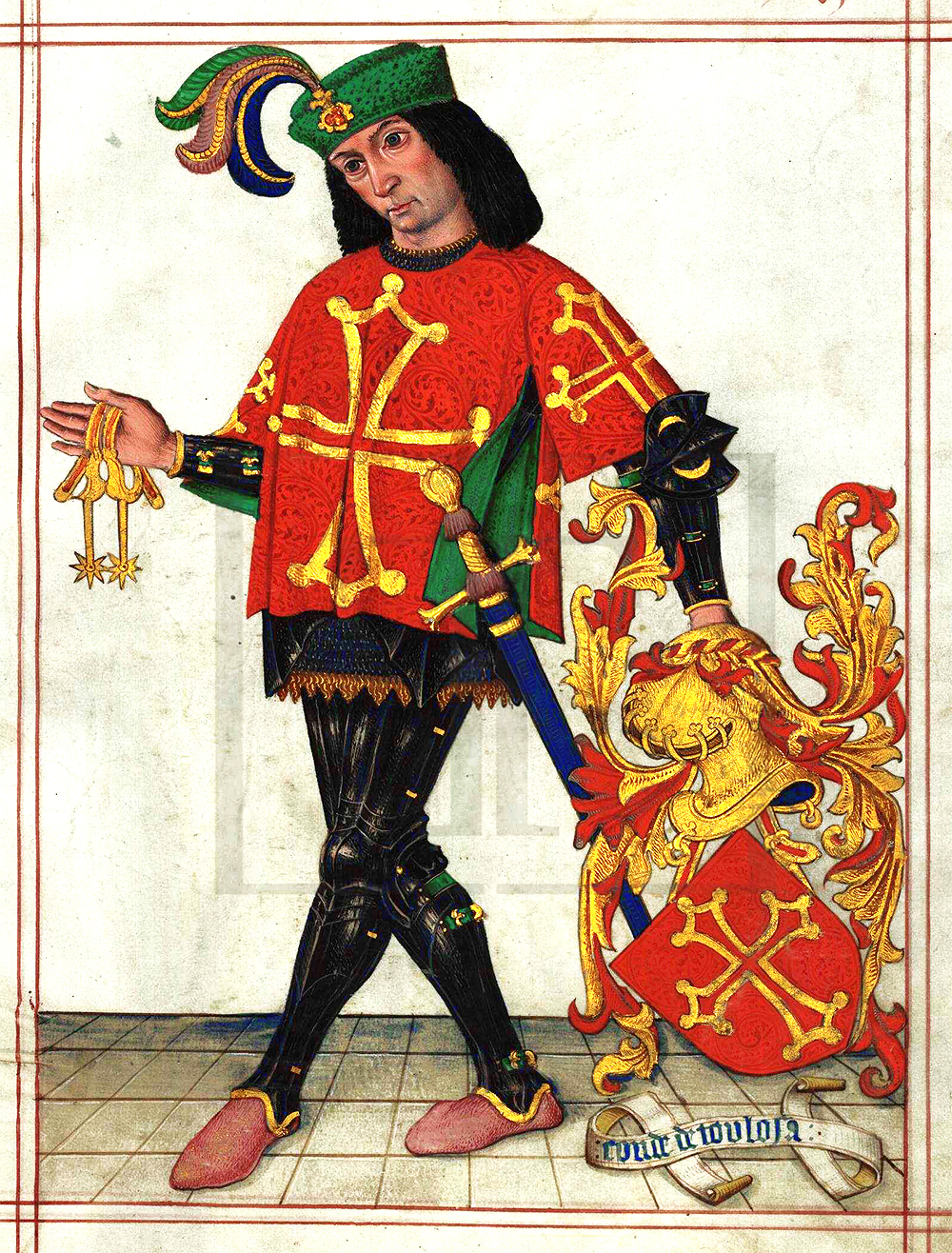
图卢兹公爵纹章 (1509)
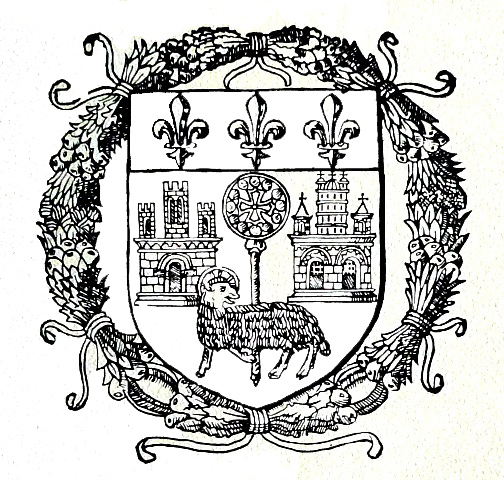
图卢兹市纹章(1515)
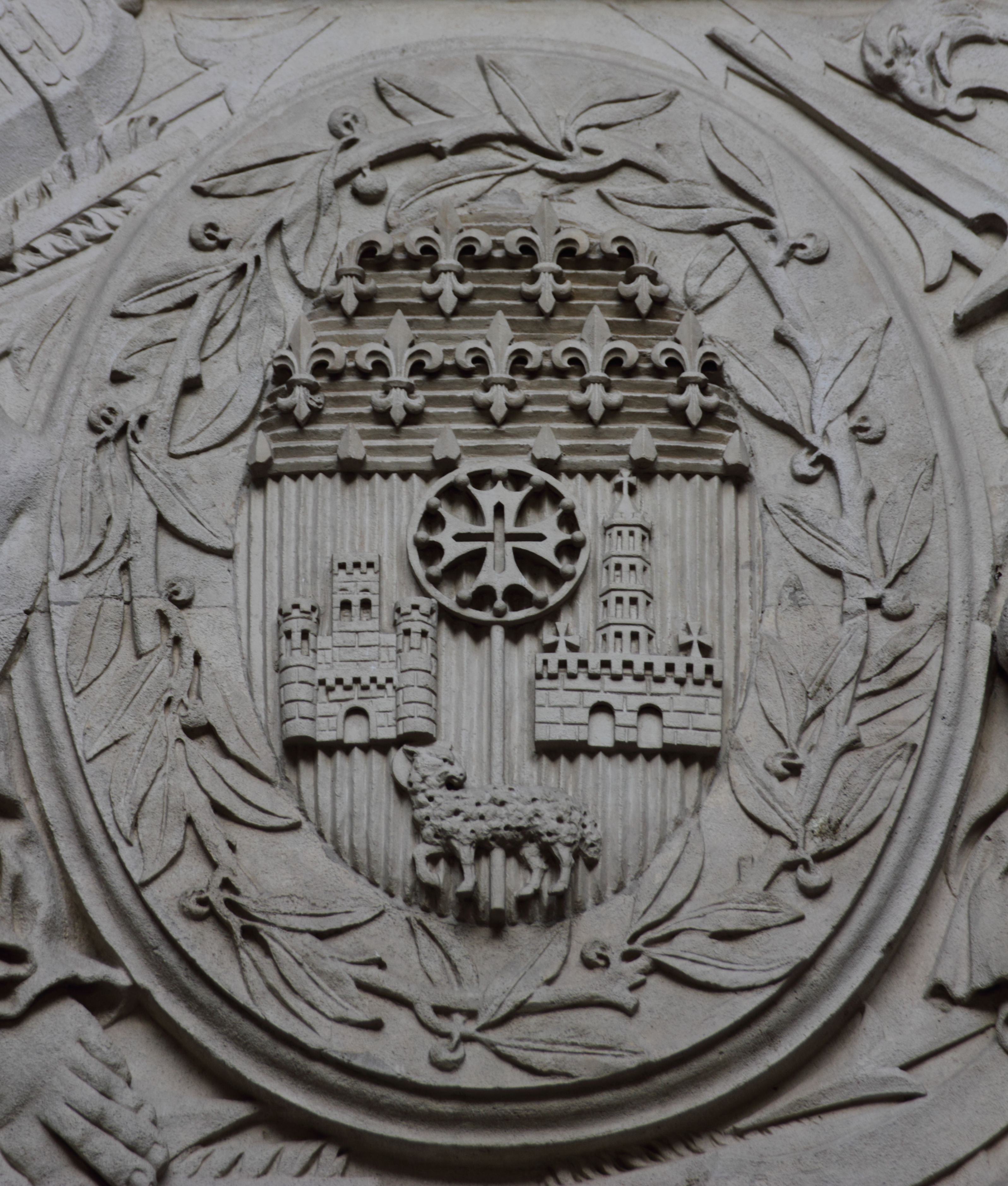
法王亨利四世(1572–1610在位)时期的图卢兹纹章
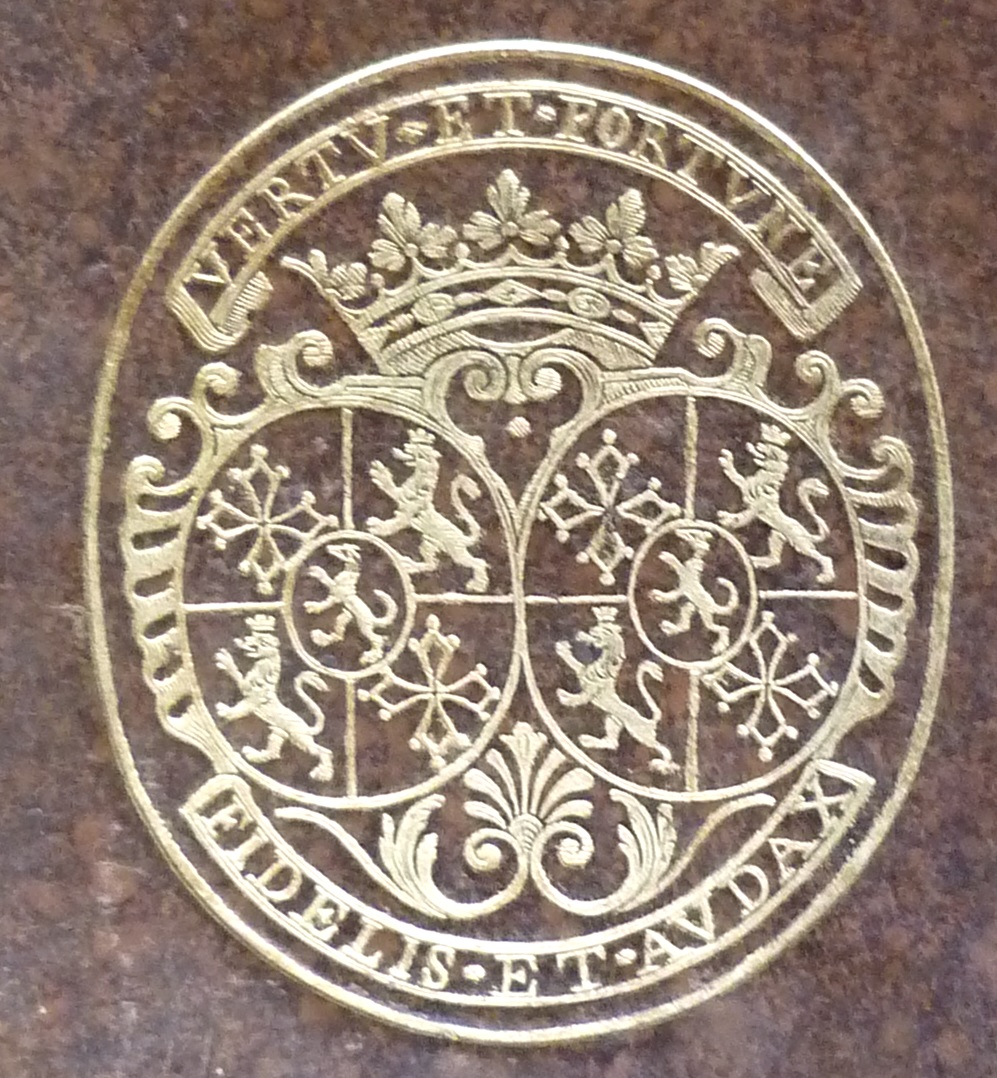
18世纪图尔女士，瓦尔贝尔的玛格丽特-德尔菲娜女士(d.- 1784年)纹章局部

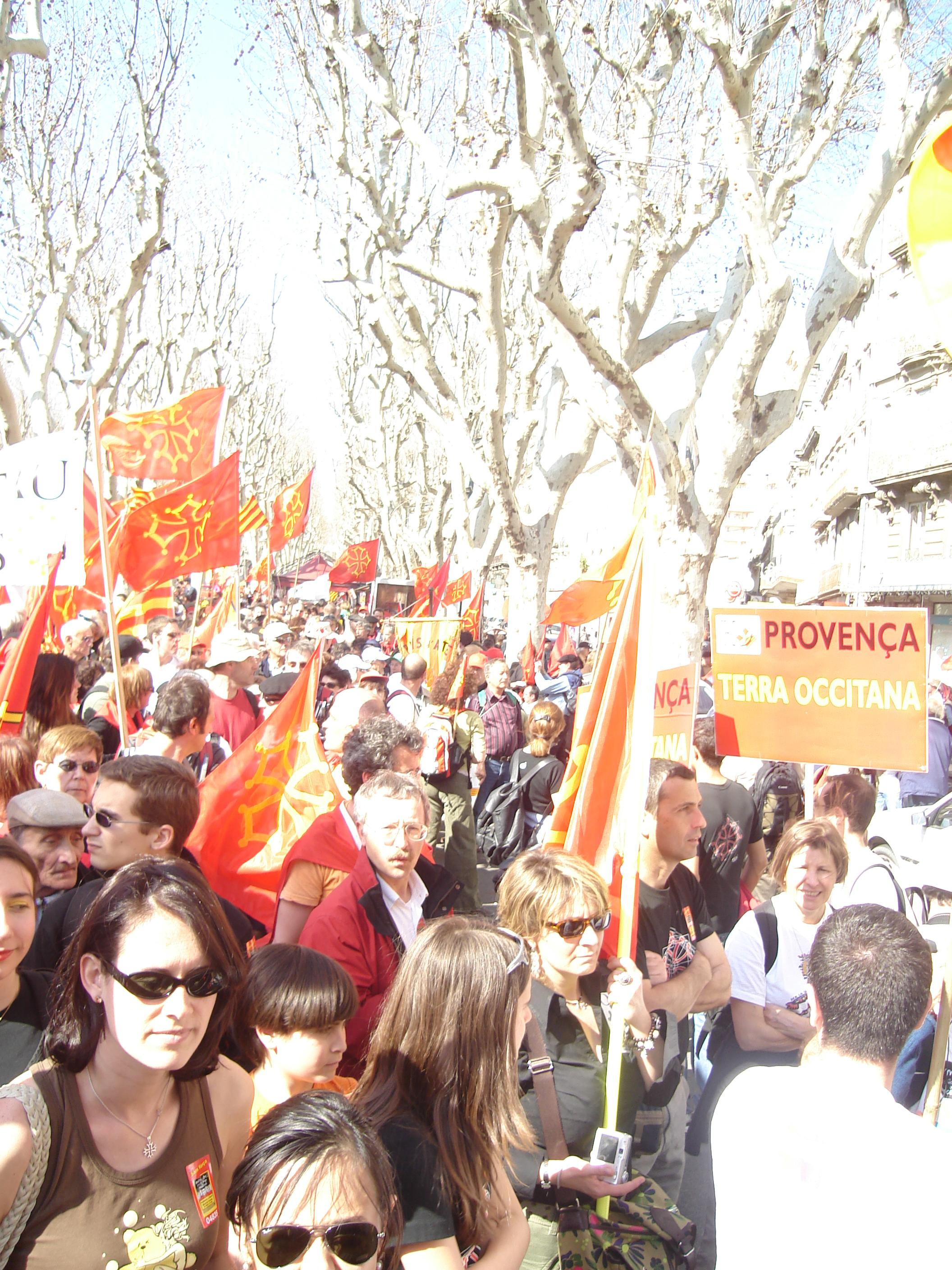
2007年3月17日在贝济耶，关于奥克西塔尼亚和奥克语的示威游行

## 现代运用

现代奥克西塔尼亚的奥克十字旗

奥克十字可以在许多旗帜、纹章、徽标和品牌上找到。下面列出的是一个不完全的使用清单：

### 地区和省份
- 朗格多克-鲁西永区旗
- 南部-比利牛斯区旗
- 阿兰山谷县旗

### 部门
- 奥德省徽及奥德总理事会徽章
- 加尔省徽
- 上阿尔卑斯省徽
- 上加龙省徽
- 埃罗省徽
- 塔恩省徽
- 塔恩-加龙省徽

### 城镇
- 昂西尼昂徽章
- 比乌徽章[6]
- 塞雷斯特徽章
- 科洛米耶徽章
- 方若徽章
- 日贡达斯徽章 [7]
- 莱塞克徽章
- 于皮亚徽章
- 梅塔米徽章 [8]
- 穆瓦萨克徽章

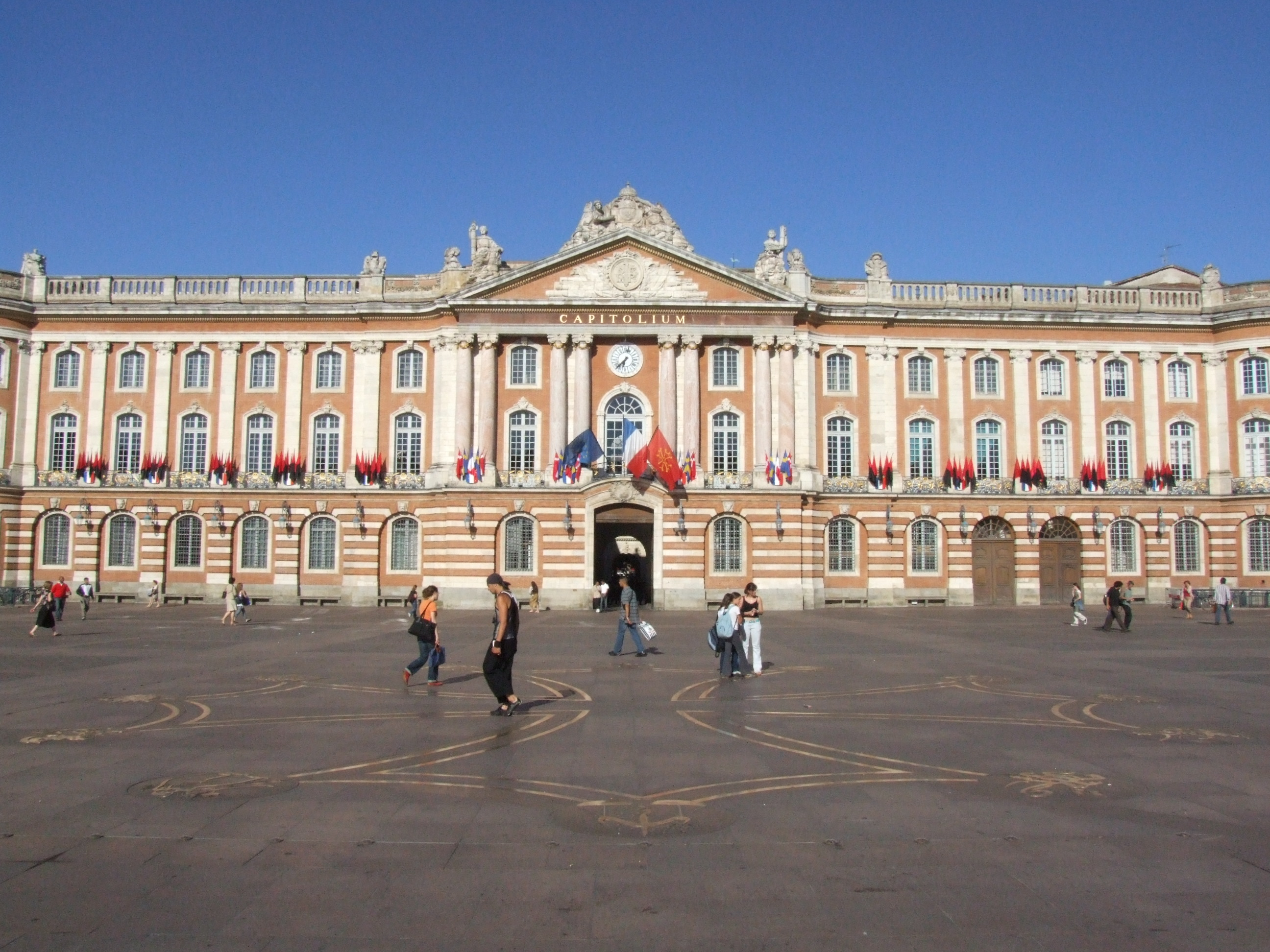
国王广场，图卢兹（图卢兹市政厅）

- 蒙克拉徽章（ 刺穿 ） [需要解释]
- 拉努韦勒港徽章
- 圣迪迪耶徽章
- 塞韦拉克堡徽章
- 圖盧茲市的徽章
- 特拉瓦扬徽章[9]
- 弗纳斯屈厄徽章[10]
- 维亚讷旗[11]
- 阿韦龙-维勒讷沃徽章
- 洛拉盖自由城徽章
- 鲁埃格自由城徽章

### 其他
- 图卢兹足球俱乐部标志
- 图卢兹市政厅[12]43°36′16″N 1°26′36″E / 43.604389°N 1.443361°E
- 奥弗涅塔标志
- 图卢兹街标
- 利穆赞路标[13]
- 朗格多克湾康塞尔专业人员船标[14]

## 参看
- 塞瑟利十字